# Karol Bennich
Karol August Bennich (ur. 8 kwietnia 1842 w Łodzi, zm. 11 października 1905) – fabrykant związany z Łodzią.

## Życiorys
W 1865 założył Tkalnie Ręczną i Przędzalnie Wyrobów Wełnianych przy ulicy Piotrkowskiej 105. W latach 70. XIX w. wybudował przy ul. Piotrkowskiej 105 w Łodzi dom, w którym powstał kantor i skład jego fabryki. Do 1889 rozbudował go o 2 trzypiętrowe oficyny. W latach 90. XIX w. wybudował mechaniczną przędzalnię i tkalnię przy ul. Wólczańskiej 66-70. W 1896 zatrudnienie w jego fabryce wyniosło 250 robotników, co wiązało się z budową nowego gmachu przy al. Kościuszki 49/51 (ówczesna Spacerowa). W 1900 firmę przekształcono w Towarzystwo Akcyjne Manufaktury Wełnianej Karola Bennicha z kapitałem 1,5 mln rubli i zatrudnieniem 1200 robotników. Firma osiągała i roczne obroty w wysokości 4 mln rubli. W 1905 produkcję przeniesiono do nowej fabryki przy ul. Łąkowej 11, gdzie zrealizowano kompleks składający się m.in. przędzalni wełny, farbiarni, tkalni i wykończalni. Po śmierci Bennicha prowadzeniem przedsiębiorstwa zajęli się jego synowie. Po I wojnie światowej firma podupadła, a w 1935 zbankrutowała.
Bennich był członkiem komitetu budowy kościoła luterańskiego św. Jana. Do Bennicha należała willa przy ul. Łąkowej 11 wybudowana w 1898 wg projektu Franciszka Chełmińskiego.

### Życie prywatne
Bennich był synem tkacza Augusta Bennicha i Florentyny z d. Wagner. Jego żoną byłą Augustyna z d. Dems, z którą miał synów: Alberta (ur. 1870), Karola (ur. 1884), Oskara (ur. 1865), Reinharda (ur. 1867), Edwarda (ur. 1874), Alfreda (ur. 1881), oraz córki: Otylię (ur. 1872), Helenę (ur. 1876), Emmę (ur. 1869) – żonę Roberta Schweikerta.